# غردينية صفراء
غردينية صفراء (الاسم العلمي:Gardenia flava) هي نوع من النباتات يتبع جنس غردينية من الفصيلة الفوية.